# Płyta z czarnych płyt
Płyta z czarnych płyt – debiutancki album pochodzącego z Gdańska zespołu DwaZera. Premiera odbyła się 28 lutego 2011 roku nakładem wytwórni Prosto.
Płyta inspirowana jest jazzem i funky. Zawiera 15 utworów wyprodukowanych przez Raka przy pomocy DJ-a Wojaka oraz instrumentalistów (bas, gitara, trąbka). Gościnne zwrotki nagrali m.in.: Fokus, HiFi Banda, Brahu i DOD.

## Lista utworów
1. Progres
2. Jakość gościnnie: Fokus
3. Gram żeby wygrać gościnnie: HiFi Banda
4. Cyrk
5. Lubię ten świat
6. Tracklista
7. Dom gościnnie: Siwulon
8. Może za jakiś czas gościnnie: Kaszalot, Zawodnik
9. Czas nas zmienił gościnnie: Ben Benito, Koniu, Abdul, Brahu
10. Dla siebie
11. Biznes
12. Droga jest prosta
13. Było nie ma gościnnie: Surkim
14. Wszystko się pali
15. Widzę gwiazdy